# Geasteroides texensis
Geasteroides texensis är en svampart som beskrevs av Long 1917. Geasteroides texensis ingår i släktet Geasteroides och familjen jordstjärnor.   Inga underarter finns listade i Catalogue of Life.